# Badminton-Mannschaftsmeisterschaft von Macau
Badminton-Mannschaftsmeisterschaften von Macau werden seit den 1990er Jahren ausgespielt. Sie werden getrennt für Damen-, Herren- und gemischte Teams ausgetragen.

## Sieger
| Jahr | Herrenteams              | Damenteams           | Gemischte Teams      |
| ---- | ------------------------ | -------------------- | -------------------- |
| 2006 | Hoi Yip                  | Cheong Ieon          |                      |
| 2007 | Os Macaenses             | Keng Cheng           |                      |
| 2008 | Hou Kong Sports Club     | Os Macaenses         |                      |
| 2009 | Hou Kong Sports Club     | Os Macaenses (A)     |                      |
| 2010 | Hou Kong Sports Club     | Cheong Ieon          |                      |
| 2011 | Hou Kong Sports Club     | Os Macaenses         |                      |
| 2012 | Hou Kong Sports Club (A) | Hou Kong Sports Club | Hou Kong Sports Club |
| 2013 | Hou Kong Sports Club     | nicht ausgetragen    | Hou Kong Sports Club |
| 2014 | Hou Kong Sports Club     | Hou Kong Sports Club | Hou Kong Sports Club |
| 2015 | Hou Kong Sports Club     | Os Macaenses         | nicht ausgetragen    |
| 2016 | Hou Kong Sports Club     | Os Macaenses         | Hou Kong Sports Club |
| 2017 | Hou Kong Sports Club     | Lo Leong             | Hou Kong Sports Club |
| 2018 | Hou Kong Sports Club     | Lo Leong             | Hou Kong Sports Club |
| 2019 | Hou Kong Sports Club     | nicht ausgetragen    | Lo Leong             |
| 2020 | Hou Kong Sports Club     | nicht ausgetragen    | nicht ausgetragen    |
| 2021 | Hou Kong Sports Club     | Lo Leong             | Lo Leong             |
| 2022 | Hou Kong Sports Club     | Lo Leong             | nicht ausgetragen    |